# Jan Hrdý (pedagog)
Jan Hrdý (8. března 1838 Prachovice u Holic – 6. května 1896 Praha) byl český učitel a spisovatel. Působil na obecné škole na Hrádku v Praze. Účastnil se činnosti učitelských jednot a podporoval dobročinné spolky. Napsal množství pedagogických článků a knih pro děti a mládež.

## Život
Narodil se 8. března 1838 v Prachovicích u Holic. V letech 1845–50 navštěvoval farní školu v Dašicích, poté pokračoval na německé hlavní škole a nižší reálce v Pardubicích. Roku 1854 odjel do Prahy, kde vystudoval vyšší reálku. V roce 1859 přijal místo technického praktikanta při rakouské Jižní dráze a pro tuto společnost pracoval půl roku v Lublani a další půlrok v Postojně.
Roku 1861 se vrátil do Prahy a rozhodl se věnovat pedagogice. Studiem na učitelských ústavech získal postupně způsobilost pro hlavní školy a nižší reálky; studoval také přírodopis a matematiku. Koncem 60. let byl jmenován podučitelem a roku 1875 učitelem.
V prvních letech působení se účastnil veřejného života — podílel se na založení Besedy učitelské (prvního českého učitelského sdružení v Praze), Budče pražské a spolku na podporu chudých kandidátek českého učitelského ústavu. Neúspěšně se také pokoušel vytvořit spolek pro vydávání levných pedagogických spisů. Po roce 1876 byl nucen omezit své aktivity ze zdravotních důvodů, přesto se nadále věnoval zejména dobročinnosti. Během deseti let pořídil přes deset tisíc poučných a zábavných knih, které věnoval zejména pražské okresní učitelské knihovně a škole na Hrádku. Pomáhal pražským humanitárním a vlasteneckým organizacím; spolek pro podporování vdov a sirotků po učitelích a spolek na podporu učitelů v nemoci a úmrtí ho jmenovaly čestným členem. Byl oceňovaný pro velkou pracovitost.
Zemřel po krátké nemoci. V závěti odkázal mimo jiné 300 korun na zřízení českého učitelského sirotčince a 150 zlatých spolku spisovatelů „Máj“.

## Dílo
Patřil k nejplodnějším spisovatelům z řad učitelstva. Knižně vydal:
- Děje národa českého. I., Čechy vévodské (1868)
- Prvotiny (1868)
- Zábavné čtení pro mládež (1870–1871)
- Oříšky (1871)
- Něženky (1872)
- Tvaroznalství pro školy obecné (1872, 1873)
- Prvá čítanka. Druhý díl (1873)
- Pravdomilky (1874)
- Večery pod lipou : čtení k potěše i k poučení mládeže (1874, znovu 1901)
- Kratochvilky : několik povídek (1875, znovu 1909)
- Snůšky : povídky a bajky (1875)
- Historie abecedy a slabikáře ; Navedení k učení čtení psaním (1878)
- Malý zábavník : utěšené a poučné čtení pro mládež (1878)
- Ve Vídni : povídka ze života řemeslnického (1878)
- Pohádky a báje (1879)
- Hrstka klasiků : poučné a zábavné čtení (1880)
- Třicet návštěv, čili, Následky dobrého a špatného vychování (1881)
- Povídka o vrabci ; Filipovo kukátko ; Nestejní druhové (1883)

Přispíval rovněž články do časopisů Česká škola, Národní škola, Posel z Budče, Beseda učitelská, Komenský, Budečská zahrada, Obrazy života aj.